# Salzburg Open
Il Salzburg Open, noto in precedenza come ATP Salzburg Indoors è stato un torneo professionistico maschile di tennis giocato sulla terra rossa, che fa dell'ATP Challenger Tour. Fondato nel 2009 come torneo indoor sul cemento, dal 2022 si giocava annualmente all'1. Salzburger Tennis Club di Salisburgo, in Austria.

## Storia
Il torneo viene fondato nel 2009 con il nome ATP Salzburg Indoors e viene giocato in novembre a Salisburgo su campi in cemento indoor. Dismesso dopo l'edizione del 2011, nei 9 anni successivi non sarà organizzato in Austria alcun torneo Challenger. Il torneo viene ripristinato nel luglio 2021 con il nome Salzburg Open (e Salzburg-Anif Challenger) e si disputa sui campi in terra rossa all'aperto del TC GM Sports ad Anif, sobborgo alla periferia sud di Salisburgo. Nel luglio 2022 viene riportato a Salisburgo, sui campi in terra rossa all'aperto dell'1. Salzburger Tennis Club. Nel 2025 il torneo viene cancellato per problemi finanziari.
Tra il 1988 e il 1992, si era tenuto in città il Salzburg Challenger, altro torneo del circuito Challenger.

## Albo d'oro

### Singolare
| Anno      | Campione            | Finalista       | Punteggio           |
| --------- | ------------------- | --------------- | ------------------- |
| 2024      | Alexander Ritschard | Kyrian Jacquet  | 6–4, 6–2            |
| 2023      | Sebastian Ofner     | Lukas Neumayer  | 6–3, 6–2            |
| 2022      | Thiago Monteiro     | Norbert Gombos  | 6–3, 7–6(2)         |
| 2021      | Facundo Bagnis      | Federico Coria  | 6–4, 3–6, 6–2       |
| 2020 2012 | Non disputato       | Non disputato   | Non disputato       |
| 2011      | Benoît Paire        | Grega Žemlja    | 6(4)–7, 6–4, 6–4    |
| 2010      | Conor Niland        | Jerzy Janowicz  | 7–6(5), 6(2)–7, 6–3 |
| 2009      | Michael Berrer      | Jarkko Nieminen | 6(4)–7, 6–4, 6–4    |

### Doppio
| Anno      | Campioni                          | Finalisti                                   | Punteggio         |
| --------- | --------------------------------- | ------------------------------------------- | ----------------- |
| 2024      | Manuel Guinard Grégoire Jacq      | Petr Nouza Patrik Rikl                      | 2–6, 6–3, [14–12] |
| 2023      | Andrej Golubev Denys Molčanov     | Anirudh Chandrasekar Vijay Sundar Prashanth | 6–4, 7–6(8)       |
| 2022      | Nathaniel Lammons Jackson Withrow | Alexander Erler Lucas Miedler               | 7–5, 5–7, [11–9]  |
| 2021      | Facundo Bagnis Sergio Galdós      | Robert Galloway Alex Lawson                 | 6–0, 6–3          |
| 2020 2012 | Non disputato                     | Non disputato                               | Non disputato     |
| 2011      | Martin Fischer Philipp Oswald     | Alexander Waske Lovro Zovko                 | 6–3, 3–6, [14–12] |
| 2010      | Alexander Peya Martin Slanar      | Rameez Junaid Frank Moser                   | 7–6(1), 6–3       |
| 2009      | Philipp Marx Igor Zelenay         | Sonchat Ratiwatana Sanchai Ratiwatana       | 6–4, 7–5          |